# Cycas media
Cycas media är en kärlväxtart som beskrevs av Robert Brown. Cycas media ingår i släktet Cycas, och familjen Cycadaceae. IUCN kategoriserar arten globalt som livskraftig. Inga underarter finns listade i Catalogue of Life.